# Nemcia pyramidalis
Nemcia pyramidalis là một loài thực vật có hoa trong họ Đậu. Loài này được (T.Moore) Crisp mô tả khoa học đầu tiên.